# Bir-Hakeim
El Bir-Hakeim, subtitulat "Journal républicain mensuel paraissant malgré la Gestapo, malgré le négrier Laval et son gouvernement de Vichy", va ser un diari clandestí de la Resistència francesa, autodefinit com a gaullista i publicat sota l'ocupació alemanya de França durant la Segona Guerra Mundial.
Fundat el març de 1943 pel periodista André Jacquelin, amb el suport de Jeanne Moirod i Gabriel Jeanjacquot, el primer número es va publicar amb un tiratge de 10 000 exemplars. Es va imprimir primer a Bourg-en-Bresse i després a Morez arran de la sortida d'un número especial sobre els maquisard del massís del Jura, de 150 000 exemplars. Va ser finançat per Jean Franck des de Lausana.